# Parafia św. Michała Archanioła w Jezierzycach Kościelnych
Parafia Świętego Michała Archanioła w Jezierzycach Kościelnych – parafia rzymskokatolicka z siedzibą w Jezierzycach Kościelnych, znajdująca się w archidiecezji poznańskiej, w dekanacie święciechowskim.